# Didier Charpin
Didier Charpin, né en 1971 à Évian en Haute-Savoie, est un journaliste français travaillant pour France Bleu Basse Normandie.

## Biographie
Sa carrière a débuté sur CIBL-FM (101,5 - Montréal) de 1993 à 1996. Il a été nommé à 2 reprises (1994, 1995) au Prix Michel Normandin, de l'Association de la presse sportive du Québec. 
Il a ensuite multiplié les collaborations des deux côtés de l'Atlantique (Radio France, Radio Canada, Sud Radio, BFM, Québec Soccer, AFP.....) entre 1997 et 2000.
France Info l'a embauché en 2000 pour présenter les journaux du matin sur cette chaine jusqu'en août 2007, date de sa mutation à France Bleu Basse Normandie.
Journaliste polyvalent, il est présentateur et reporter, et commente de nombreux matchs de football du Stade Malherbe de Caen. Il assure aussi la couverture, pour le groupe Radio France, de certaines courses automobiles (Formule 1 et 24 h du Mans). 
Didier Charpin a aussi été un pilote de motocross, ligue Dauphiné-Savoie, jusqu'en 1989. Un grave accident a mis un terme à sa carrière.